# Wittorf
Wittorf település Németországban, azon belül Alsó-Szászország tartományban. Lakosainak száma 1530 fő (2023. december 31.).

## Népesség
A település népességének változása:
| Lakosok száma | 1499 | 1489 | 1479 | 1477 | 1500 | 1530 |
|               | 2016 | 2017 | 2019 | 2021 | 2022 | 2023 |